# Sociedad de negocios
Una sociedad es un arreglo donde las partes, conocidas como socios, acuerdan cooperar para avanzar en sus intereses mutuos. Los socios de una sociedad pueden ser individuos, negocios, organización basada en intereses, escuelas, gobiernos, o combinaciones de los mismos.
Existen sociedades sin fines de lucro, y también grupos religiosos y políticos pueden asociarse para aumentar la probabilidad de alcanzar su misión y para ampliar su alcance. En lo que suele llamarse alianza, los gobiernos pueden asociarse para alcanzar sus intereses nacionales, a veces en contra de los gobiernos aliados que tienen intereses contrarios, como ocurrió durante la Segunda Guerra Mundial y la  Guerra Fría. En educación, la agencias de acreditación cada vez evalúan las escuelas por el nivel y la calidad de sus asociaciones con otras escuelas y una variedad de otras entidades en todos los sectores de la sociedad. Algunas sociedades ocurren en niveles personales, como cuando dos o más personas están de acuerdo en vivir juntos, mientras otras sociedad no son sólo personales, sino privadas, conocidas solo por las partes involucradas.
Las sociedades presentan las partes involucradas con retos especiales que deben ser navegados hasta un acuerdo. Objetivos generales, los niveles de dar y tomar, áreas de responsabilidad, líneas de autoridad, y sucesión, cómo se evalúa y distribuye el éxito, y a menudo una variedad de otros factores deben ser negociados. Una vez que se llega a un acuerdo, la asociación es normalmente exigible por el derecho civil, especialmente bien documentado. Los socios que deseen hacer su acuerdo afirmativamente explícito y exigible, normalmente elaboran artículos de asociación. Es común que la información sobre las entidades asociadas formalmente se haga pública, como a través de un comunicado de prensa, un anuncio de periódico, o las leyes de registros públicos.
Si bien las asociaciones destacan para ampliar los intereses mutuos y el éxito, algunas son consideradas éticamente problemáticas. Cuando un político, por ejemplo, se asocia con una empresa para avanzar en el interés de éste a cambio de algún beneficio, un conflicto de interés los resultados; en consecuencia, el bien público puede sufrir. Aunque técnicamente legal en algunas jurisdicciones, esta práctica es ampliamente vista negativamente como la corrupción.
Gubernamentalmente las asociaciones reconocidas pueden disfrutar de beneficios especiales en la políticas fiscales. Entre los países desarrollados, por ejemplo, las asociaciones de negocios suelen ser más favorecidas sobre las corporaciones en política fiscal, ya que los impuestos al dividendo solo ocurren en las utilidades antes de su distribución a los socios. Sin embargo, dependiendo de la estructura de la asociación y la jurisdicción en la que opera, los propietarios de una asociación pueden estar expuestos a una mayor responsabilidad personal de lo que haría como accionistas de una corporación. En estos países, las asociaciones a menudo se regulan a través de leyes antimonopólicas, con el fin de inhibir las prácticas monopólicas y fomentar la libre competencia del mercado. La aplicación de las leyes, sin embargo, varía considerablemente. Las asociaciones domésticas reconocidas por el gobierno también suelen gozar de beneficios fiscales.

## Ley común
En los sistemas legales de Derecho común, la forma básica de la sociedad es una sociedad general, en la que todos los socios gestionan la empresa y son personalmente responsables de sus deudas. Otras dos formas que se han desarrollado en la mayoría de los países son las sociedades de responsabilidad social (LP), en el que ciertos socios limitados renuncian a su capacidad para gestionar el negocio a cambio de responsabilidad limitada para deudas de la sociedad, y la sociedad de responsabilidad limitada (LLP), en la que todos los socios tienen algún grado de responsabilidad limitada.
Hay dos tipos de socios. Los socios generales tienen la obligación de una responsabilidad estricta para terceros perjudicados por la asociación. Los socios generales pueden tener la responsabilidad solidaria o la responsabilidad solidaria severa dependiendo de las circunstancias. La responsabilidad de los socios comanditarios se limita a su inversión en la sociedad.
Un socio silencioso es aquel que aún tiene participación en los beneficios y las pérdidas de la empresa, pero que no está implicado en su gestión, y/o cuya asociación con la empresa no es de conocimiento público; estos socios suelen proporcionar capital.

### Australia
Resumiendo s. 5 del Partnership Act 1958 (Vic) (en adelante la "Ley"), por una asociación en Australia para existir, cuatro criterios principales deben estar satisfechos. Estos son:
- Válido Acuerdo entre las partes;
- Para llevar a cabo un negocio - esto se define en s. 3 como "cualquier oficio, ocupación o profesión";
- En común - lo que significa que debe haber una cierta reciprocidad de derechos, intereses y obligaciones;
- Ver al lucro – así las organizaciones caritativas no pueden ser asociaciones (organizaciones de beneficencia se incorporan normalmente bajo el término de Asociaciones Incorporadas Act. 1981 (Vic))

Los socios comparten beneficios y pérdidas de cuota. Una asociación es básicamente un acuerdo entre dos o más grupos o empresas en las que de pérdidas y ganancias se dividen por igual.

### Canadá
La regulación legal de las asociaciones en Canadá caen bajo la jurisdicción provisional. Una asociación no es una entidad legal separada y el ingreso de la sociedad se grava a la tasa del socio que recibe el ingreso. Se puede considerar que existe independientemente de la intención de los socios. Elementos comunes considerados por los tribunales en la determinación de la existencia de una asociación son que dos o más personas jurídicas: 
- Se desarrolla en un negocio
- En común
- Con el fin de obtener beneficios.[1]

### Hong Kong
Una sociedad en Hong Kong es una entidad formada por la Ordenanza de Asociaciones de Hong Kong, que define una asociación como "la relación entre las personas que ejercen una empresa en común con el fin de lucro" y no es una sociedad anónima  Si la empresa se registra en el Registro de Compañías toma la forma de una sociedad de responsabilidad limitada definida en las Sociedades Limitadas de Ordenanza.  Sin embargo, si esta entidad no puede inscribirse en el Registro de Sociedades, entonces se convierte en una sociedad general por defecto.

### India
De acuerdo con el artículo 4 de la Ley de Asociación de 1932, aplicable en India, una "Asociación es definida como la relación entre dos o más personas que han accedido a compartir los beneficios de un negocio realizado por todos o cualquiera de ellos actuando por todos". Esta definición sustituyó a la anterior definición dada en el artículo 239 de la Ley de Contratos de la india de 1872 como “La asociación es la relación que subsiste entre las personas que han acordado combinar sus bienes, el trabajo, la habilidad en algún negocio y compartir los beneficios de la misma entre ellos”. La definición de 1932 añadió el concepto de agencia mutua. Las asociaciones en la India tienen las siguientes características comunes:
1) Una empresa asociada no es una entidad legal aparte de los socios que la integran. Tiene una identidad limitada a los fines de la legislación fiscal de acuerdo con el Artículo 4 de la Ley de Asociación de 1932.
2) La asociación es un tema concurrente. Los contratos de asociación se incluyen en la entrada número 7 del de la Lista III de la Constitución de India (la lista constituye los temas sobre los que tanto el gobierno del Estado y Central (Nacional) pueden legislar).
3) Responsabilidad Ilimitada. La principal desventaja de una asociación es la responsabilidad ilimitada de los socios por las deudas y pasivos de la empresa. Cualquier socio puede obligar a la empresa y la empresa es responsable de todas las obligaciones contraídas por cualquier firma en nombre de la empresa. Si la propiedad de la asociación es insuficiente para cubrir los pasivos, los bienes personales de cualquier socio pueden ser usados para pagar las deudas de la empresa.
4) Los socios son agentes mutuos.El negocio de la empresa puede ser llevado por todos o por cualquiera de ellos. Cualquier socio tiene autoridad para obligar a la empresa. La ley de cualquier socio es vinculante para los demás. Sin embargo, cada socio es ‘agente’ de los socios restantes. Por lo tanto, los socios son ‘agentes mutuos’. El artículo 18 de la Ley de Asociaciones de 1932 dice: "Sin perjuicio de las disposiciones de esta Ley, un socio es el agente de la empresa con el propósito del negocio de la empresa"
5) Acuerdos orales o escritos. La Ley de Asociaciones de 1932, en ninguna parte menciona que el Acuerdo de Asociaciones deba estar en forma escrita u oral. Así,  la regla general de la Ley de Contratos aplica que el contrato puede ser en forma 'oral' o 'escrita' siempre y cuando éste cumpla las condiciones básicas de un contrato, es decir, que el acuerdo entre los socios sea legalmente exigible. Un acuerdo por escrito es recomendable para establecer la existencia de la asociación y para probar los derechos y obligaciones de cada socios, ya que esto es difícil de probar en un acuerdo verbal.
6) Número de socios mínimos 2 y máximos 50 en cualquier tipo de actividad de negocio. Desde la asociación, un ‘acuerdo’ tiene que haber mínimo dos socios. La Ley de asociación no pone ninguna restricción sobre el número máximo de socios. Sin embargo, el artículo 464 de la Ley de Sociedades de 2013, y la Regla 10 de las empresas (Misceláneas) del 2014 prohíbe la asociación que cuenta con más de 50 socios para cualquier negocio, a menos que sea registrada como compañía bajo la Ley de Sociedades, 2013 o formada en aplicación de alguna otra ley. Alguna otra ley significa que las empresas y corporaciones formadas a través de alguna otra ley pasen por el Parlamento de India.
7) Agencia mutua es la prueba real. La verdadera prueba de una ‘firma de socios’ es la ‘agencia mutua’ establecida por los Tribunales de la India, es decir, un socio puede obligar a la empresa por su acto si es capaz de actuar como agente de todos los demás socios.

### Sociedad limitada en Reino Unido
Una sociedad limitada en el Reino Unido se compone de:
- Una o más personas denominadas socios generales, que son responsables por todas las deudas y obligaciones de la empresa; y
- Uno o la empresa más allá de la cita del aportada.

Los socios comanditarios no podrán:
- Realizar o recibir de nuevo una parte de sus contribuciones a la sociedad durante su vida útil; o
- Participar en la gestión del negocio o tiene poder para obligar a la empresa.

Si lo hacen , se convierten en responsables de todas las deudas y obligaciones de la empresa hasta la cantidad extraída o recibida de nuevo de dinero o la incursión dentro de la participación en la gestión, como sea el caso.

### Estados Unidos
El gobierno federal de los Estados Unidos no tiene derecho legal específico que regule el establecimiento de asociaciones. En su lugar, cada uno de los cincuenta estados así como el Distrito de Columbia, tienen sus propios estatutos y la ley común que rigen las asociaciones. Estos estados siguen en gran medida los principios del derecho común de las sociedades colectivas, dependiendo si son sociedad general, una sociedad limitada o una sociedad de responsabilidad limitada. En ausencia de la ley federal, la Conferencia Nacional de Comisionados sobre Leyes Uniformes del Estado ha emitido un modelo no vinculante (llamado acto uniforme) para fomentar la adopción de uniformidad del derecho de asociación en los estados por sus respectivas legislaturas. Esto incluye la Ley Uniforme de las Sociedades y la Ley Uniforme de Sociedades Limitadas.  Aunque el gobierno federal no tiene derecho legal específico para el establecimiento de sociedades, cuenta con una extensa y hyper detallado régimen legal para la tributación de sociedades en el Código de Rentas Internas. El IRC es el Título 26 del Código de los Estados Unidos en donde el subcapítulo K del capítulo 1 crea consecuencias fiscales de tan gran escala y el alcance que sirva efectivamente como un régimen legal federal para regular las asociaciones.

## Ley islámica
Las instituciones de la Qirad y Mudarabas en ley islámica y jurisprudencia económica fueron desarrollados en el mundo islámico medieval, cuando la economía islámica floreció y cuando la temprana compañías comerciales, grandes negocios, contratos, letras de cambio y el comercio internacional a larga distancia fueron establecidos.

## Compensación a los socios
En determinadas asociaciones de personas, en particular en empresas como la firma de abogados y la contabilidad, los socios de capital se distinguen de los socios asalariados (o socios de contrato). Un socio de capital es uno de los dueños del negocio, y tiene derecho a una parte de la distribución de la ganancia de la asociación,  mientras que un socio asalariado que es pagado con un salario no tiene ningún interés subyacente en la propiedad del negocio y no compartirá en el distribuciones de la asociación (aunque es bastante común que los socios asalariados reciban un bono basado en la rentabilidad de la firma). Aunque ambos están considerados como socios, en términos jurídicos y económicos, los socios de capital y los socios asalariados tienen poco en común excepto la responsabilidad solidaria.  El grado de control que cada tipo de socio ejerce sobre la asociación depende del acuerdo de asociación correspondiente.
En su forma más básica, los socios disfrutan de una cuota fija de la asociación (por lo general, pero no siempre una parte igual con los otros socios). Sin embargo, en sociedades más complejas, existen diferentes modelos para determinar ya sea propiedad o distribución de beneficios (o ambos). Dos formas comunes son "hombro a hombro" y "comer lo que mata" o la compensación (a veces referido como, menos gráficamente, una "fuente de origen").
Hombro a hombro implica la unión de nuevos socios a la asociación con un cierto número de "puntos". A medida que pasa el tiempo se va devengando puntos adicionales, hasta alcanzar un máximo conjunto a veces referido como una meseta. La cantidad de tiempo que tarda en alcanzar el máximo se utiliza a menudo para describir la empresa (por ejemplo, se podría decir que una empresa tiene una relación "hombro a hombro de siete años", y otro tiene una relación "hombro a hombro de diez años", dependiendo de la cantidad de tiempo que tarda en alcanzar la máxima equidad).
Comer-lo-que-mata es rara vez, o nunca, visto fuera de bufetes de abogados. El principio es simplemente que cada socio recibe una parte de los beneficios de las sociedades hasta un determinado importe, con los beneficios adicionales que se distribuirán a la pareja, que fue responsable del "origen" de la obra que generó los beneficios.
Los bufetes de abogados británicos tienden a utilizar el principio hombro a hombro, mientras que las empresas estadounidenses están más acostumbrados a comer-lo-que-mata. Cuando la firma británica Clifford Chance se fusionó con la firma estadounidense Rogers & Wells, muchas de las dificultades asociadas con esa fusión fueron atribuidos a las dificultades de la fusión de una cultura hombro con hombro con una cultura de comer-lo-que-mata.